# Cidade Líder
Cidade Líder es un distrito ubicado en la zona este de la ciudad de Sao Paulo, Brasil. Administrativamente pertenece a la subprefectura de Itaquera. Surgió a finales de la década de 1940 y tuvo un perfil típicamente residencial. Fue considerada una "ciudad dormitorio" y, en la década de 1980, fue el hogar de muchos obreros metalúrgicos que trabajaban en las plantas de montaje de la región del Gran ABC.
En este distrito se encuentra el mayor centro comercial de América Latina, el Centro Comercial Leste Aricanduva, con más de 500 tiendas y 354 000 metros cuadrados de superficie construida. A pesar de su nombre, el centro comercial se encuentra en este distrito según los mapas oficiales del ayuntamiento de São Paulo, el nombre de este centro comercial se debe a que se encuentra a orillas del río Aricanduva.

## Distritos limítrofes
- Artur Alvim e Itaquera (norte).
- Parque do Carmo (este)
- São Mateus (sur).
- Aricanduva (oeste).